# Oospore
Une oospore  est un type de spore sexuelle aux parois épaisses et résistantes qui se forme à la suite de la fécondation d'une oosphère chez certaines algues et certains champignons. En général, il s'agit de la forme de survie de l'organisme aux conditions défavorables telles que la rigueur de l'hiver.

## Chez les champignons
Ce sont les spores caractéristiques du cycle sexué des Oomycètes. Les organes sexués (ou gamétocystes) produisent des gamètes haploïdes par méiose. Le gamétocyste mâle (ou spermatocyste) produit des noyaux haploïdes, le gamétocyste femelle (ou oogone) produit des oosphères. Après fécondation de l'oosphère par le gamète mâle, on obtient un zygote diploïde ou oospore.
Le nombre d'oospores par oogone varie de manière caractéristique et cela fournit un critère taxonomique.
Les oospores sont sédentaires et jouent donc un rôle important pour la survie plutôt que pour la dispersion (voir par exemple l'agent du mildiou de la vigne Plasmopara viticola) où les oospores assurent la survie l'hiver et les zoospores la dispersion).

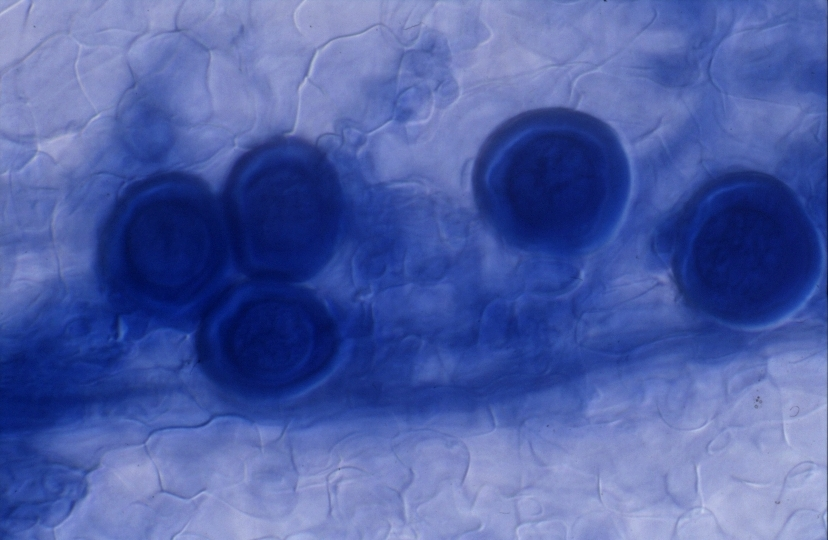
Oospore de Hyaloperonospora parasitica, agent du mildiou des crucifères
Fécondation chez Plasmopara viticola, agent du mildiou de la vigne